# Newton-le-Willows, North Yorkshire
Newton-le-Willows är en civil parish i North Yorkshire i England, i den centrala delen av landet, 300 km norr om huvudstaden London. Orten har 454 invånare (2011). Byn nämndes i Domedagsboken (Domesday Book) år 1086, och kallades då Nevton.